# 天主教加的夫總教區
天主教加的夫總教區（拉丁語：Archidioecesis Archidioecesis Cardiffensis）是英國威爾斯的唯一一個羅馬天主教教省總教區，也是英格蘭五個總教區之一。包括威爾斯傳統上的中格拉摩根郡、南格拉摩根郡和格溫特郡，以及英格蘭赫里福德郡。
下轄雷克瑟姆和墨涅維亞兩個教區。2011年，有147,000名教友，估轄區總人口9.6%，有60個堂區、85名司鐸、20名終身執事、34名修士、118名修女。現任總主教席位因原總主教彼得·史密斯到薩瑟克總教區赴任而懸空。
1840年自西英格蘭代牧區分出本區。1850年英格蘭和威爾斯恢復聖統制，升為教區，屬威斯敏斯特總教區，時稱紐波特暨墨涅維亞教區。1895年易名紐波特教區。1916年升為總教區，並改用目前的名稱。